# Square Rosny-Aîné
Le square Rosny-Aîné est une voie du 13e arrondissement de Paris, en France, située dans le quartier de la Maison-Blanche, près de la Porte d'Italie.

## Situation et accès
Le square Rosny-Aîné est une voie située dans le 13e arrondissement de Paris. Il débute au 1, rue du Docteur-Bourneville et se termine à l'intersection de la rue Germaine-Krull et de la rue Gerda-Taro.
Il est desservi à proximité par la ligne 7 à la station Porte d'Italie et par la ligne 3a du tramway d'Île-de-France à la station Porte d'Italie.
Il sera prochainement desservi par la ligne 14 à la station Maison Blanche.

## Origine du nom
Ce square porte le nom de J.-H. Rosny aîné (pseudonyme de « Joseph Henri Honoré Boex »), né le 17 février 1856 à Bruxelles et mort le 15 février 1940 à Paris, un écrivain d’origine belge, un des grands fondateurs de la science-fiction moderne.

## Historique
Le square Rosny-Aîné a pris sa dénomination en 1956 lors de son ouverture par l'Office public d'habitations de la Ville de Paris.
La zone est actuellement en restructuration dans le cadre de l'opération de ZAC Paul Bourget.

## Bâtiments remarquables et lieux de mémoire
- Le parc Kellermann
- Le jardin Laure-Albin-Guillot[2]
- La Porte d'Italie